# Thi Hội

Hình chụp người xem bảng danh sách những người thi đỗ

Thi Hội là một Khoa thi Nho học thường lệ 3 năm tổ chức 1 lần tại Kinh đô để tuyển chọn người có tài, học rộng. Người đỗ cả bốn kỳ của khoa thi Hội là đậu đại khoa (sẽ vào tiếp Đình thí xếp hạng Tiến sĩ), đậu cả ba kỳ của khoa thi Hội là đậu Tam trường thi Hội. Vì khoa thi Hội khó nên Tam trường thi Hội và Tiến sĩ đều có thể được bổ nhiệm chức vụ quan trọng. Người đỗ đầu các vị đại khoa của khoa thi Hội gọi là Hội nguyên.

## Việt Nam

### Thể lệ
Từ đời Lê Thánh Tông các khoa thi Hương được tổ chức vào các năm Tý, Ngọ, Mão, Dậu và thi Hội vào năm sau Sửu, Mùi, Thìn, Tuất (dựa theo quy định thi cử của Trung Quốc). Sau khi thí sinh đỗ khoa thi Hương thì năm sau mới được dự thi khoa thi Hội. Thi đỗ khoa thi Hội rồi mới được phép dự thi Đình.
Theo quy định từ năm 1434, thi Hội tương tự như thi Hương cũng có 4 kỳ. 
- Kỳ I: kinh nghĩa, thư nghĩa;
- Kỳ II: chiếu, chế, biểu;
- Kỳ III: thơ phú;
- Kỳ IV: văn sách.

Khoa thi này được gọi là "Hội thi Cống sĩ" (tức là người đã đỗ thi Hương tụ hội lại ở kinh đô để thi) do đó gọi là thi Hội.
Trước năm 1442 thí sinh đỗ cả bốn kỳ được công nhận là trúng cách thi Hội. Nếu không tiếp tục thi Đình thì vẫn chỉ có học vị Cống sĩ. Chỉ sau khi thi Đình, người trúng cách thi Hội mới được xếp loại Tiến sĩ và mới được công nhận là có học vị Tiến sĩ. Từ năm 1442 thí sinh đỗ thi Hội mới có học vị Tiến sĩ (tức Thái học sinh - tên dân gian là ông Nghè).
Như vậy, đỗ thi Hội tức là Tiến sĩ Nho học (song phải thi Đình để xếp loại). Ở Việt Nam cần tránh lầm lẫn Tiến sĩ Nho học (cả nước toàn bộ thời phong kiến khoa bảng kể từ 1075 đến 1919 tính cả Tiến sĩ và Phó bảng-Ất Tiến sĩ mới có khoảng 3000 người có học vị này) với Tiến sĩ (năm 2016, Việt Nam có hơn 24000 người có học vị này).
Vào thời nhà Nguyễn những thí sinh thiếu điểm để đỗ tiến sĩ có thể được cứu xét và cho học vị Phó bảng.

### Nội dung
Dưới thời Pháp thuộc chính quyền Bảo hộ xúc tiến tìm cách cải tổ lề lối khoa cử. Thi Hội vào thập niên 1910 như khoa Quý Sửu năm 1913 thì thi Hội có bốn phần, gọi là trường nhất, trường nhì, trường ba và trường tư.
1. Trường nhất thí sinh phải làm một bài văn sách
2. Trường nhì là một bài luận bằng chữ Hán
3. Trường ba là một bài luận bằng Quốc ngữ
4. Trường tư có ba thành phần: một bài chiếu, một bài chế và một bài biểu. Chiếu là mệnh lệnh của vua. Chế là pháp luật vua ban; và biểu là lời tâu của quan dưới báo lên vua.[1]

Thí sinh phải đủ điểm đỗ trường nhất và trường nhì, tức có tên yết trên bảng thì mới vào thi trường ba và trường tư.

## Một số người đỗ Tam trường thi Hội
Nguyễn Dữ (? - ?): thi Hội đỗ Tam trường thời Hậu Lê làm quan Tri huyện Thanh Tuyền (nay là huyện Bình Xuyên, Vĩnh Phúc). Tác giả Truyền kỳ mạn lục
Đỗ Thế Giai (1709 - 1766): đỗ Tam trường thi Hội lúc 28 tuổi (1736) làm quan đến Trung Quân Đô đốc phủ Tả Đô đốc Thự phủ sự Đại tư mã
Đinh Phiên (1764 - 1833): đỗ Tam trường thi Hội lúc 30 tuổi (1783) làm đến Quốc sử quán Toản tu triều Lê Trịnh. Triều Nguyễn vời ra giữ chức Thị trung trực Học sĩ

## Trung Quốc
Thi Hội ở Trung Quốc cũng tương tự. Khoa thi Hội diễn ra vào mùa xuân năm kế tiếp của khoa thi Hương, tức các năm Sửu, Thìn, Mùi, Tuất, do bộ Lễ tiến hành, nên còn gọi là "lễ vi", "xuân vi". Kỳ thi này cũng diễn ra qua 3 lần (tam trường), mỗi lần 3 ngày. Người đỗ đầu cũng gọi là Hội nguyên.